# 八代市立第五中學校
八代市立第五中學校位在日本熊本縣八代市豐原下町，是一間由八代市設立的中學校。

## 歷史
- 1947年4月22日 - 設置八代郡高田村立高田中學校，此為八代市立第五中學校的前身。
- 1954年4月1日 - 高田村併入八代市，改名稱為八代市立第五中學校。

## 外部連結
- 八代市立第五中學校網站（页面存档备份，存于）